# Sor Emmanuelle
Sor Emmanuelle (Bruselas, 16 de noviembre de 1908 - Callian, 20 de octubre de 2008), nacida Madeleine Cinquin, fue una filósofa, maestra, escritora y religiosa franco-belga conocida por su trabajo con personas marginadas y por sus escritos sobre el cristianismo y la Doctrina Social de la Iglesia. Fue frecuentemente comparada con la Beata Madre Teresa de Calcuta, tanto por su dedicación a los pobres como por su religiosidad.

## Biografía

### Infancia y juventud
Nació en Bruselas, Bélgica, en el seno de una familia de fabricantes de lencería. A la edad de seis años vio cómo su padre se ahogaba accidentalmente en Ostende. Después afirmaría que su vocación religiosa parte de este hecho. Estudió filosofía en La Sorbona y, en 1929, profesó como religiosa en la Congregación de Notre-Dame de Sion.
En la década de 1930 comenzó a trabajar como maestra en la Escuela Secundaria Notre-Dame de Sion de Estambul, Turquía, donde vivió hasta los años 1960, intercalando largas temporadas como profesora en Túnez y Alejandría, Egipto.

### Trabajo en Egipto
En 1971, al contemplar las míseras condiciones de los leprosos egipcios, dedicados a la recogida de basuras en El Cairo, decidió vivir con ellos, convirtiéndose en una activista por sus derechos y dignidad de vida. Permaneció con ellos hasta 1993, año en el que vuelve a Francia. A su regreso se convirtió en una invitada habitual en programas de televisión y medios de comunicación.

### Opiniones religiosas
Además de por su trabajo caritativo, Sor Emmanuelle era conocida por su opiniones religiosas poco ortodoxas con la doctrina católica, incluyendo su defensa de la contracepción y de permitir el matrimonio a los presbíteros.

### Legado
En una votación pública, fue elegida una de las personas más populares de Francia, y fue frecuentemente comparada con la Madre Teresa de Calcuta, aunque ella siempre consideró «ridícula» esa comparación. En 2003 se estrenó un programa de televisión titulado Sor Emmanuelle: una mujer excepcional. En Bélgica consiguió el quinto puesto en el programa Les plus grands Belges, de la región valona, dedicado a buscar al belga más importante de la Historia.
Falleció el 20 de octubre de 2008 en la pequeña localidad de Callian, por causas naturales, a la edad de 99 años, a menos de cuatro semanas de cumplir 100 años. En español se ha publicado su obra Tengo 100 años y quiero contarte....
Una calle de la capital francesa lleva su nombre, allée Soeur-Emmanuelle, en el VI distrito, en el boulevard Raspail, en la parte situada entre el paseo Claude-Cahun-Marcel-Moore y el boulevar du Montparnasse, zona donde precisamente era el sede de su congregación.